# Codex Vindobonensis 312
Il Codex Vindobonensis 312 è un codice prodotto nella prima metà XIII secolo, conservato presso la Biblioteca Nazionale Austriaca.
Nel codice sono trascritti alcuni prodotti della letteratura medievale in latino del XII secolo, appartenenti al filone letterario della cosiddetta commedia elegiaca: 
- Miles Gloriosus, probabilmente di Arnolfo di Orléans.
- Milo (o De Afra et Milone) di Matteo di Vendôme.
- Lidia, probabilmente di Arnolfo di Orléans.
- Alda di Guglielmo di Blois.